# شهرستان ترنر (جورجیا)
شهرستان ترنر، جورجیا (به انگلیسی: Turner County, Georgia) یک سکونتگاه مسکونی در ایالات متحده آمریکا است که در جورجیا واقع شده‌است.